# Vinnius buzius
Vinnius buzius là một loài nhện trong họ Salticidae.
Loài này thuộc chi Vinnius. Vinnius buzius được Braul & Lise miêu tả năm 2002.